# Tang Kai
Tang Kai (Chino: 唐凯, 10 de enero de 1996; Shaoyang, Hunán, China) es un artista marcial mixto chino que actualmente compite en la categoría de peso pluma de ONE Championship, donde es el actual Campeón Mundial de Peso Pluma de ONE. Desde abril de 2023, está en la posición #8 del ranking libra por libra de ONE Championship según SCMP.

## Carrera de artes marciales mixtas

### Carrera temprana
Tang empezó su carrera profesional de lMA en 2016, peleando principalmente en China. Acumuló un récord de 8–2 antes de firmar con ONE Championship.

### ONE Championship
Tang hizo su debut en la promoción contra Sung Jong Lee en ONE: Hero's Ascent el 25 de enero de 2019. Ganó la pelea por KO en el segundo asalto.
Tang enfrentó a Edward Kelly en ONE: Age Of Dragons el 16 de noviembre de 2019. Ganó la pelea por decisión unánime.
Tang enfrentó a Keanu Subba en ONE: Reign of Dynasties 2 el 9 de octubre de 2020. Ganó la pelea por decisión unánime.
Tang enfrentó a Ryogo Takahashi en ONE: Fists Of Fury 2 el 26 de febrero de 2021. Ganó la pelea por TKO en el primer asalto.
Tang enfrentó a Yoon Chang Min en ONE: NextGen 2 el 29 de octubre de 2021. Ganó la pelea por TKO en el primer asalto.
Tang estaba programado para enfrentar a Kim Jae Woong el 28 de enero de 2022, en ONE: Only the Brave. Sin embargo, Kim fue forzado a retirarse de la pelea por razones médicas. El par fue reprogramado para enfrentarse en ONE: X el 26 de marzo de 2022. Ganó la pelea por KO en el primer asalto. Esta victoria lo haría merecedor de su primer premio de Actuación de la Noche.

#### Campeonato Mundial de Peso Pluma de ONE
Tang enfrentó a Thanh Le por el Campeonato Mundial de Peso Pluma de ONE el 26 de agosto de 2022, en ONE 160. Ganó la pelea y el título por decisión unánime.
Tang estaba programado para hacer la primera defensa de su título contra Thanh Le en una revancha el 14 de julio de 2023, en ONE Fight Night 12. Sin embargo, Tang se retiró de la pelea por una lesión de rodilla.
Tang hizo la primera defensa de su título contra el campeón interino Thanh Le el 11 de marzo de 2024, en ONE 166. Ganó la pelea por TKO en el tercer asalto. Esta victoria lo haría merecedor de su segundo premio de Actuación de la Noche.

## Campeonatos y logros
- ONE Championship
  - Campeonato Mundial de Peso Pluma de ONE  (Una vez; actual)
    - Una defensa titular exitosa

  - Actuación de la Noche (Dos veces) vs. Kim Jae Woong y Thanh Le[16]
- WBK
  - Ganador del Torneo de Peso Pluma de WBK

## Récord en artes marciales mixtas
| Récord profesional | Récord profesional | Récord profesional |
| 19 peleas          | 19 victorias       | 2 derrotas         |
| ------------------ | ------------------ | ------------------ |
| Nocaut             | 15                 | 0                  |
| Decisión           | 4                  | 2                  |

| Resultado | Récord | Oponente                | Método                  | Evento                    | Fecha                    | Ronda | Tiempo | Localización | Notas                                                                         |
| --------- | ------ | ----------------------- | ----------------------- | ------------------------- | ------------------------ | ----- | ------ | ------------ | ----------------------------------------------------------------------------- |
| Victoria  | 19–2   | Thanh Le                | TKO (golpes)            | ONE 166                   | 1 de marzo de 2024       | 3     | 4:48   | Lusail       | Defendió y unificó el Campeonato de Peso Pluma de ONE. Actuación de la Noche. |
| Victoria  | 18–2   | Thanh Le                | Decisión (unánime)      | ONE 160                   | 26 de agosto de 2022     | 5     | 5:00   | Kallang      | Ganó el Campeonato de Peso Pluma de ONE.                                      |
| Victoria  | 17–2   | Kim Jae Woong           | KO (golpes)             | ONE: X                    | 26 de marzo de 2022      | 1     | 2:07   | Kallang      | Actuación de la Noche.                                                        |
| Victoria  | 16–2   | Yoon Chang Min          | TKO (golpes)            | ONE: NextGen 2            | 12 de noviembre de 2021  | 1     | 4:03   | Kallang      |                                                                               |
| Victoria  | 15–2   | Ryogo Takahashi         | TKO (golpes)            | ONE: Fists Of Fury 2      | 5 de marzo de 2021       | 1     | 1:59   | Kallang      |                                                                               |
| Victoria  | 11–2   | Keanu Subba             | Decisión (unánime)      | ONE: Reign of Dynasties 2 | 16 de octubre de 2020    | 3     | 5:00   | Kallang      |                                                                               |
| Victoria  | 10–2   | Edward Kelly            | Decisión (unánime)      | ONE: Age Of Dragons       | 16 de noviembre de 2019  | 3     | 5:00   | Beijin       |                                                                               |
| Victoria  | 9–2    | Sung Jong Lee           | KO (patada a la cabeza) | ONE: Hero's Ascent        | 25 de enero de 2019      | 2     | 1:14   | Pásay        | Debut en peso pluma (155 lbs).                                                |
| Victoria  | 8–2    | Nikolay Kondratuk       | TKO (golpes)            | Rebel FC 8                | 30 de mayo de 2018       | 1     | 1:41   | Cantón       |                                                                               |
| Victoria  | 7–2    | Mario Sismundo          | TKO (golpes)            | Rebel FC 7                | 29 de abril de 2018      | 2     | 1:05   | Shanghái     |                                                                               |
| Victoria  | 8–2    | Mark Gregory Valerio    | KO                      | Rebel FC 6                | 2 de septiembre de 2017  | 2     | 3:48   | Shenzhen     |                                                                               |
| Derrota   | 5–2    | Asikeerbai Jinensibieke | Decisión (unánime)      | Kunlun Fight MMA 10       | 10 de abril de 2017      | 3     | 5:00   | Beijin       |                                                                               |
| Derrota   | 5–1    | Bekhruz Zukhurov        | Decisión (unánime)      | WBK 21                    | 10 de diciembre de 2016  | 3     | 5:00   | Ningbo       |                                                                               |
| Victoria  | 5–0    | Asror Olimshoev         | TKO (retiro)            | WBK 19                    | 10 de septiembre de 2016 | 2     | 5:00   | Ningbo       | Ganó la Final del Torneo de Peso Pluma de WBK.                                |
| Victoria  | 4–0    | Avliyohon Hamidov       | TKO (golpes)            | WBK 19                    | 10 de septiembre de 2016 | 2     | 4:39   | Ningbo       | Semifinal del Torneo de Peso Pluma de WBK.                                    |
| Victoria  | 3–0    | Hadi Purnomo            | TKO (golpes)            | WBK 16                    | 26 de junio de 2016      | 2     | 0:29   | Ningbo       |                                                                               |
| Victoria  | 2–0    | Artur Kascheev          | TKO (golpes)            | WBK 15                    | 9 de junio de 2016       | 1     | N/A    | Ningbo       |                                                                               |
| Victoria  | 1–0    | José Francisco Vinuelas | TKO (golpes)            | WBK 14                    | 29 de abril de 2016      | 1     | N/A    | Jiangyan     | Debut en peso pluma.                                                          |